# Карагацька сільська рада
Карага́цька сільська рада (рос. Карагачский сельский совет) — сільське поселення у складі Біляєвського району Оренбурзької області Росії.
Адміністративний центр — селище Карагач.

## Населення
Населення — 873 особи (2019; 937 в 2010, 1199 у 2002).

## Склад
До складу сільської ради входять:
| Населений пункт  | Населення, осіб (2002) | Населення, осіб (2010) |
| ---------------- | ---------------------- | ---------------------- |
| Васильєвка, село | 239                    | 177                    |
| Карагач, селище  | 960                    | 760                    |